# Pezé-le-Robert
Pezé-le-Robert és un municipi francès situat al departament del Sarthe i a la regió de País del Loira. L'any 2007 tenia 364 habitants.

## Demografia

### Població
El 2007 la població de fet de Pezé-le-Robert era de 364 persones. Hi havia 144 famílies de les quals 28 eren unipersonals (20 homes vivint sols i 8 dones vivint soles), 52 parelles sense fills, 56 parelles amb fills i 8 famílies monoparentals amb fills.
La població ha evolucionat segons el següent gràfic:
Habitants censats

### Habitatges
El 2007 hi havia 205 habitatges, 145 eren l'habitatge principal de la família, 40 eren segones residències i 20 estaven desocupats. Tots els 202 habitatges eren cases. Dels 145 habitatges principals, 129 estaven ocupats pels seus propietaris, 15 estaven llogats i ocupats pels llogaters i 1 estava cedit a títol gratuït; 1 tenia una cambra, 7 en tenien dues, 22 en tenien tres, 43 en tenien quatre i 72 en tenien cinc o més. 110 habitatges disposaven pel capbaix d'una plaça de pàrquing. A 57 habitatges hi havia un automòbil i a 80 n'hi havia dos o més.

### Piràmide de població
La piràmide de població per edats i sexe el 2009 era:
| Homes | Edats   | Dones |
| ----- | ------- | ----- |
| 0     | 95 o +  | 4     |
| 0     | 90 a 94 | 0     |
| 0     | 85 a 89 | 0     |
| 0     | 80 a 84 | 0     |
| 8     | 75 a 79 | 4     |
| 8     | 70 a 74 | 8     |
| 16    | 65 a 69 | 12    |
| 16    | 60 a 64 | 12    |
| 4     | 55 a 59 | 16    |
| 8     | 50 a 54 | 12    |
| 8     | 45 a 49 | 0     |
| 16    | 40 a 44 | 8     |
| 20    | 35 a 39 | 20    |
| 4     | 30 a 34 | 8     |
| 8     | 25 a 29 | 12    |
| 4     | 20 a 24 | 4     |
| 8     | 15 a 19 | 4     |
| 16    | 10 a 14 | 16    |
| 16    | 5 a 9   | 12    |
| 12    | 0 a 4   | 4     |

## Economia
El 2007 la població en edat de treballar era de 220 persones, 167 eren actives i 53 eren inactives. De les 167 persones actives 157 estaven ocupades (94 homes i 63 dones) i 10 estaven aturades (2 homes i 8 dones). De les 53 persones inactives 26 estaven jubilades, 13 estaven estudiant i 14 estaven classificades com a «altres inactius».

### Ingressos
El 2009 a Pezé-le-Robert hi havia 154 unitats fiscals que integraven 384 persones, la mediana anual d'ingressos fiscals per persona era de 16.464 €.

### Activitats econòmiques
Dels 6 establiments que hi havia el 2007, 1 era d'una empresa extractiva, 1 d'una empresa de construcció, 2 d'empreses de comerç i reparació d'automòbils, 1 d'una empresa de transport i 1 d'una empresa classificada com a «altres activitats de serveis».
Dels 2 establiments de servei als particulars que hi havia el 2009, 1 era un taller de reparació d'automòbils i de material agrícola i 1 fusteria.
L'any 2000 a Pezé-le-Robert hi havia 13 explotacions agrícoles que ocupaven un total de 729 hectàrees.

## Poblacions més properes
El següent diagrama mostra les poblacions més properes.